# Katar na Mistrzostwach Świata w Lekkoatletyce 2009
Katar na Mistrzostwach Świata w Lekkoatletyce 2009 – reprezentacja Kataru podczas czempionatu w Berlinie liczyła 9 członków. Tylko jeden zawodnik z tego arabskiego kraju stanął na podium imprezy – James Kwalia zdobył brązowy medal w biegu na 5000 metrów. Był to czwarty krążek w historii startów lekkoatletów z Kataru w mistrzostwach globu.

## Występy reprezentantów Kataru

### Mężczyźni
- Bieg na 100 m
  - Samuel Francis z czasem 10,20 zajął 18. miejsce w ćwierćfinale i nie awansował do kolejnej rundy

- Bieg na 1500 m
  - Mohamad Al-Garni z czasem 3:50,55 zajął 46. miejsce w eliminacjach i nie awansował do kolejnej rundy

- Bieg na 5000 m
  - Saif Saaeed Shaheen z czasem 13:23,57 zajął 18. miejsce w eliminacjach i nie awansował do finału
  - James Kwalia  zajął 3. miejsce z czasem 13:17,78

- Bieg na 10 000 m
  - Ahmad Hassan Abdullah z czasem 27:45,03 zajął 11. miejsce w biegu finałowym
  - Nicholas Kemboi nie ukończył biegu finałowego

- Bieg na 3000 m z przeszkodami
  - Abubaker Ali Kamal z czasem 8:19,72 zajął 12. miejsce w finale

- Maraton
  - Mubarak Hassan Shami nie ukończył rywalizacji maratończyków

- Rzut dyskiem
  - Ahmed Mohamed Dheeb z wynikiem 59,16 zajął 24. miejsce w eliminacjach i nie wywalczył awansu do finału